# Svárov (okres Kladno)
Obec Svárov se nachází v okrese Kladno v Středočeském kraji, zhruba 3 km jihovýchodně od Unhoště a 20 km západně od centra Prahy. Žije zde 603 obyvatel.

## Části obce
Obec představuje jednu část (Svárov) a jedno katastrální území (Svárov u Unhoště); sestává ze dvou základních sídelních jednotek (Svárov a Rymáň).

## Etymologie
Název vsi pochází od staročeského osobního jména Svár, znamená tedy „Svárův majetek“.
Starší romantický výklad Karla Jaromíra Erbena odvozoval místní jméno od staroslovanského boha Svaroha (Svaroga), nejvyššího boha pohanských Slovanů, vládce nebes. 

## Historie

### Raný středověk
Oblast byla pravděpodobně osídlena už lidem mohylové kultury do 11. st.
První zpráva o vsi jako prastaré osadě pochází z roku 1249, kdy náležela břevnovskému klášteru. V letech 1256 až 1260 vyměnil klášter osadu Svárov s králem Přemyslem Otakarem II. za jinou ves. Podle K. J. Erbena se tak stalo už právě roku 1249 za vlády krále Václava I. Obec byla založena při velkém rybníku a cestě procházející kolem mírného návrší s kostelem. Patrně v jeho blízkosti stávala tvrz, kde ve 14. století sídlili rytíři a vladykové ze Svárova. Poblíž stávala kaple a u ní dřevěná zvonice. Románsko-gotický kostel sv. Lukáše, patrona malířů, pochází ze 2. poloviny 13. století (románské lodní zdivo, věž se zbytky panské tribuny, z části i ze 14. století, zvláště gotické kněžiště); náleží k nejstarším a nejhodnotnějším památkám Unhošťska. Kolem kostela je hřbitov obehnaný kruhovou kostelní zdí, která je vzácnou památkou gotických staveb a je zařazená do seznamu chráněných památek. Hřbitov se zachoval až do dnešní doby a přes veškerá josefínská nařízení nebyl nikdy nikam přeložen.

### Vrcholný středověk
Ve 14. století zde již stála fara. Svárovský kostel patřil k Děkanátu ořechovskému. Nejstarší známý svárovský farář byl Jan. Po něm zde působili další, z nichž někteří byli přímo svárovští rodáci. Nástupcem Jana byl Mikuláš. V době husitských válek byl kostel poničen, po nich obnoven a bohoslužby zde konali kněží podobojí. Po husitských válkách zde měl zboží Bohuněk z Olbramovic.
Příslušníci rodu Svárovských ze Svárova ve Svárově žili až do půli 15. století, kdy přesídlili na Podbrdsko (jako poslední je tu uváděn v roce 1943 Jan ze Svárova). K rodu Svárovských patřil i Jan Šarovec, který pomáhal při výuce ve škole v Unhošti okolo roku 1380. Další vlastníci pod jménem Karlové ze Svárova prosluli v 2. polovině 15. a v 16. století jako přední čeští železářští podnikatelé. Měli dědičnou hodnost strážců vrat při korunování českých králů.

### Novověk
Od 2. poloviny 15. století Svárov náležel ke statku vladyků ze sousedního Červeného Újezdce. V roce 1525 s Červeným Újezdem přešel na rod Žďárských ze Žďáru. Prvním majitelem byl Jan Jiří Žďárský ze Žďáru. Koupil taktéž nedaleký dvorec Rymáň, který ležel na místě zaniklé vesnice. Někteří členové rodu jsou ve zdejším kostele pohřbeni. Náhrobky tu mají Jan Žďárský († 1598), Gothard Florián Žďárský († 1604) a jeho žena Kateřina († 1643). V roce 1598 byla mezi Svárovem a Červeným Újezdem postavena Boží muka. V roce 1606 byla postavena stará svárovská škola. Na počátku třicetileté války byla ušetřena. Do poloviny války tu působil učitel – spisovatel Václav Jesenický. V roce 1626 sepsal knížečku v českém jazyce o Loretánské kapli. Byla vytištěna v Praze. V roce 1631 byla škola zbořena. Po bitvě na Bílé hoře roku 1620 přešel kostel zpět pod správu katolické církve. Správci byli Františkáni z nedalekého kláštera v Hájku, později faráři z Kladna a roku 1691 byla přikázána správa farářům z Tachlovic. Za třicetileté války v roce 1624 (1625) další člen rodu Žďárských Florián Jetřich Žďárský nechal v kostele zřídit půlkruhovou kapli a oltář zasvěcených sv. Rochovi a sv. Šebestiánu, patronům proti moru, který často tehdy kosil obyvatelstvo. Nevyhnul se mu ani Svárov. Zvlášť krutý byl mor v roce 1680. Další metlou byla cholera a dobytčí mor, který poddaným ničil celá stáda. Později byla kaple zasvěcena Janu Nepomuckému. Po třicetileté válce bylo ve Svárově 12 gruntů, z toho 11 pustých. V roce 1687 byla přistavěna věž kostela.

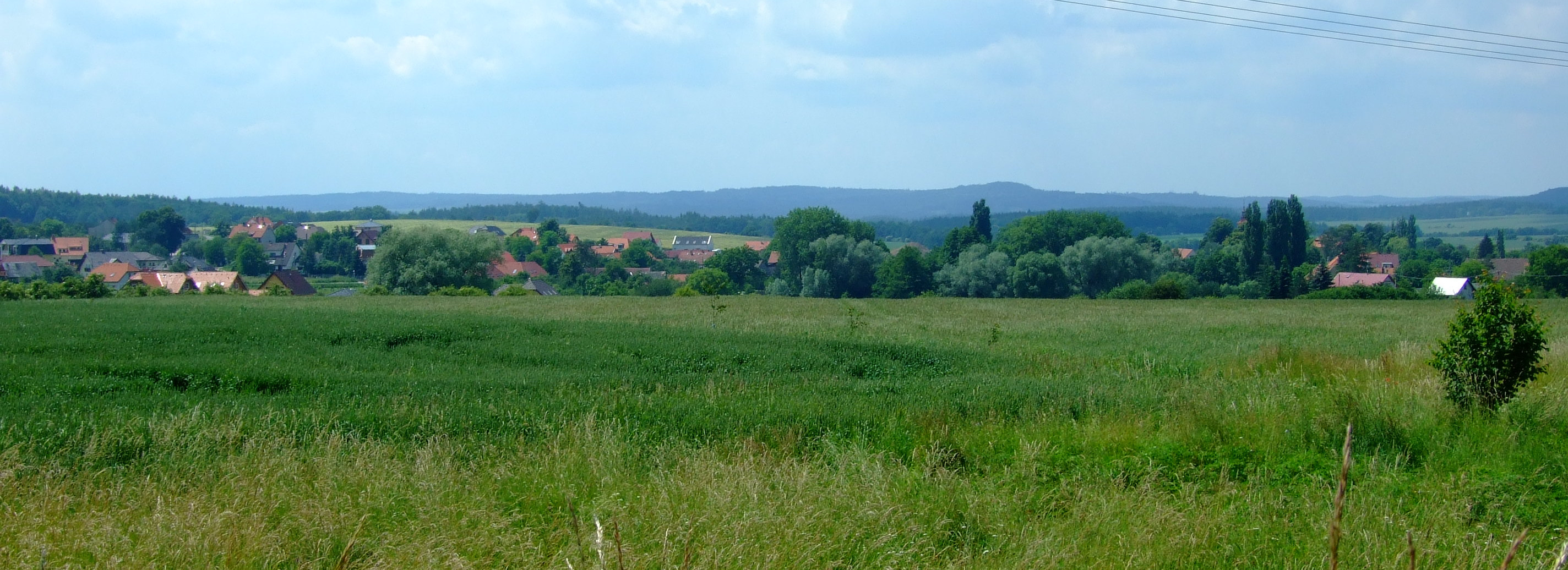
Pohled na obec Svárov a přilehlou krajinu od Červeného Újezda

Dědictvím po Františku Adamovi Žďárském ze Žďáru, posledním mužském potomku rodu, přešel Svárov s červenoújezdským panstvím v letech 1688–1690 na jeho sestry a posléze v roce 1697 koupí na hr. Karla Jáchyma Bredu, který je připojil k panství Tachlovice. V jeho rámci potom Svárov zůstal až do konce feudalismu. V roce 1732 přešel na Annu Marii Františku velkovévodkyni toskánskou a dědictvím po ní roku 1805 na panovnický habsburský rod. Velkovévodkyně toskánská připojila Svárov v rámci Tachlovického panství k panství Buštěhradskému, kde zůstal až do zrušení poddanských svazků. V roce 1741 přešel Svárov na vévody bavorské. V roce 1847 přešel k soukromým císařským statkům.
Ve 2. polovině 17. století a potom v následujícím 18. století byl farní kostel opraven, zčásti rozšířen a barokizován. V roce 1786 byl opraven uvnitř i zvenčí a byla rozšířena kruchta. Poblíže něj byla také v roce 1734 (1736) postavena na místě původní fary nová barokní patrová fara s mansardovou střechou. V letech 1728 a 1730 je ve farní knize zmínka i o zdejší škole. V roce 1790 byla opravena tak, že jí na celém tachlovickém panství „rovné nebylo“. V dalším 19. století byly opět prováděny opravy kostela. V letech 1802 až 1827 byly prováděny opravy kostela, varhan, křtitelnice a zdi okolo. Roku 1855 byly vyzvednuty náhrobní kameny Žďárských a byly zasazeny kolmo do stěny po obou stranách oltáře, jak je možno vidět dodnes.
Po třicetileté válce došlo i k obnově poddanských usedlostí. Na sklonku feudalismu v roce 1843 měl Svárov 38 domů, v nichž žilo 232 obyvatel. V roce 1857 38 domů a 475 obyvatel. V roce 1870 ves Svárov měla 294 obyvatel a 41 domů (spolu s dvorcem Rymáň). Nad obcí Svárov se tyčí památná lípa, která dodnes budí už z dáli svou pozornost. V 19. století se pod ní scházeli čeští vlastenci pod vedením F. L. Čelakovského. Její stáří se odhaduje okolo 200 let. V roce 1840 se začalo se stavbou silnice ze Svárova do Podkozí na místě hlubokého úzkého úvozu. V roce 1842 se probořila střecha školy následkem velké bouře. V roce 1845 byla vysvěcena škola nová.
Někteří obyvatelé tehdy nalezli práci v železo rudných dolech, které tu byly od roku 1846 v blízkém okolí (zvláště Karabinský vrch a Chrbina) otevřeny. Kolem roku 1870 ve svárovských dolech pracovalo na 200 horníků. Počátkem 20. století železná ruda zde byla už vyrubána a Svárov opět byl typickou zemědělskou vsí. Příliš nevzrostl. V roce 1888 tu bylo 42 domů a v nich na 320 obyvatel, počátkem 20. století byl počet obyvatel pouze o něco větší, kolem 340 (323). V 19. století měla obec katastr o velikosti 836 ha a 15 arů.

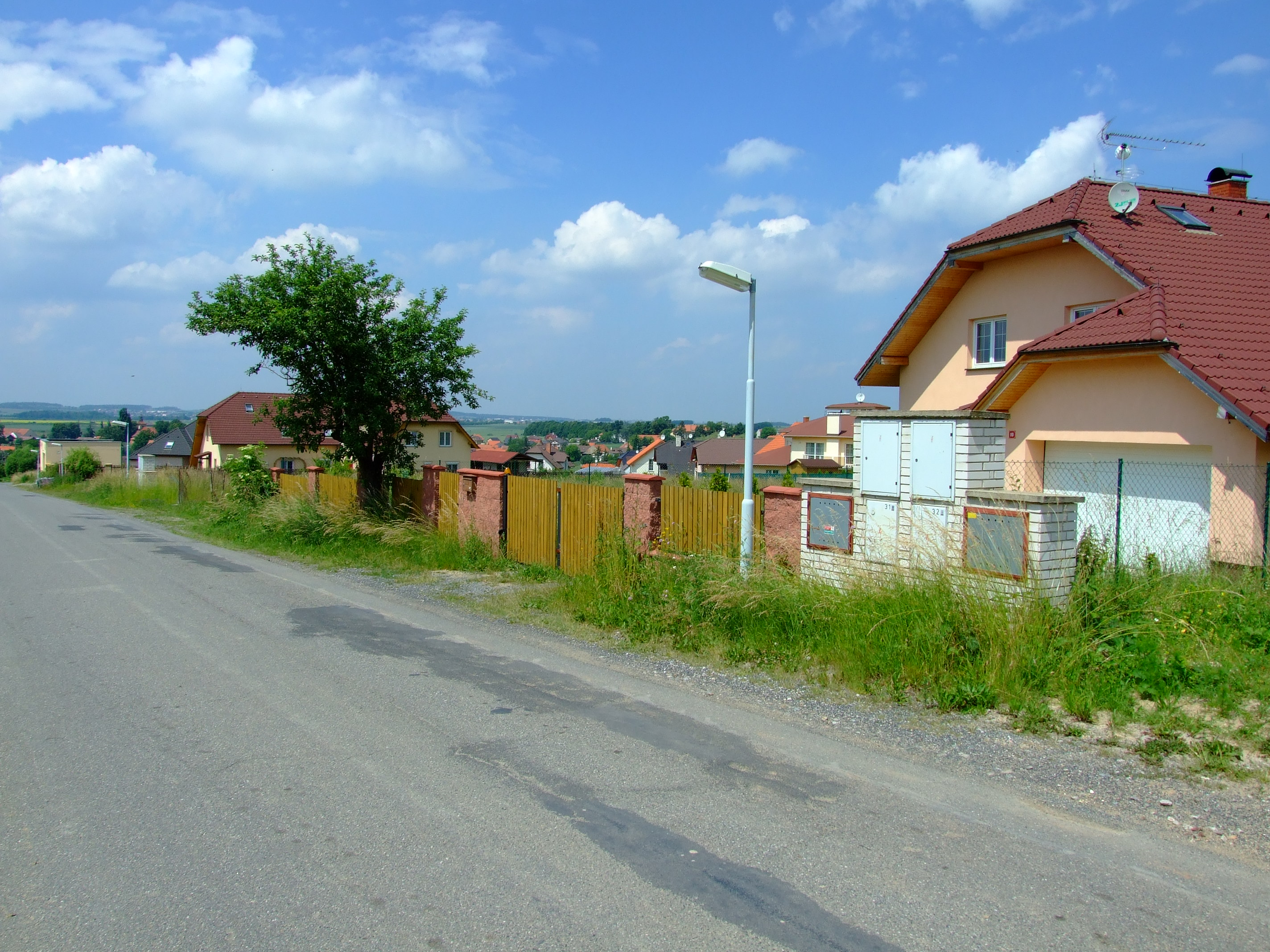
Nová zástavba ve Svárově vyrostla na počátku 21. století

Svárov má velmi starou tradici vesnické školy, která tu existovala už od roku 1606. Do roku 1873 měla pouze jedinou třídu. Nejdříve v roce 1873 přibyla další třída a následně bylo v roce 1876 přikročeno k dalším úpravám. V roce 1887 byla škola trojtřídní. Počátkem tohoto století (1906) byla pro školu postavena při silnici na Červený Újezd nová patrová budova, která slouží dosud výuce dětí ze Svárova a Červeného Újezda v 1. – 4. ročníku. Byla to významná událost pro život obce. Byla postavena společným nákladem s obcí Červený Újezd. Základní kámen k výstavbě byl položen v roce 1904 a její slavnostní otevření bylo již 19. září 1905. Prvním řídícím učitelem byl pan Ferdinand Janoušek. S ohledem na počet dětí v obou obcích bylo vyučováno ve čtyřech třídách.
Za Rakouska-Uherska náležela obec do okresu Unhošť. Na počátku století ji tvořilo pouze 37 domů. Katastr obce v té době zasahoval až do údolí Kačáku a zahrnoval i mlýn a hájovnu v Podkozí a také Rejnovský mlýn.

#### Začátek 20. století
V obci žilo, včetně obyvatel přilehlého tehdy císařského dvora Rymáň, celkem 285 obyvatel. V roce 1910 to bylo již 349 obyvatel. Nalézali obživu jako horníci a důlní tesaři na šachtách v Kladně, Nučicích, Chrustenicích a Krahulově. Značná část se živila zemědělstvím na vlastní a pronajaté půdě nebo prací ve mzdě. V obci hospodařilo devět rolníků na menších usedlostech do 15 ha vlastní půdy. Velký počet rodin měl zemědělství jako doplňkovou obživu. V obecní kronice jsou mezi obyvateli i tři učitelé, dva hostinští, dva kupci a jeden farář. Tehdy bylo v obci šestnáct dospělých negramotných osob. V roce 1917 byl uveden do užívání nový hřbitov za farskou zahradou. V roce 1900 byl založen Hasičský spolek, který aktivně zasahoval již v roce 1902 při rozsáhlém požáru statku v čp. 10. V roce 1909 byl ustaven Spořitelní a záložní spolek s působností i pro okolní obce. Občané se podíleli na činnosti tělocvičné jednoty Sokol Červený Újezd – Svárov.
Zlomovým obdobím byla první světová válka v letech 1914–1918. Do války bylo postupně povoláno 53 mužů, z toho 7 teprve osmnáctiletých. Celkem 5 občanů padlo nebo bylo prohlášeno za nezvěstné. V obci žili v letech 1915–1919 italští uprchlíci z jižních Tyrol. Jejich 30 dětí vyučoval italský učitel v místní škole. V roce 1918 žilo v obci také 19 židovských dívek z Haliče. Zejména ke konci války mnohé rodiny bez možnosti vlastního zásobení hladověly. Potraviny byly drahé a úroda byla konfiskována. Běžné bylo pokoutní mletí obilí na ručních mlýncích. Na počest vzniku samostatné republiky byly v listopadu roku 1918 slavnostně vysazeny u kostela 4 lípy. Prvním starostou obce byl zvolen František Holeček, který kandidoval za stranu sociálně demokratickou. Po ustavení nové Československé republiky byla obec nadále součástí okresu Unhošť. Katastrální území se ale zmenšilo. Část pozemků kolem Kačáku byla přidělena k obci Ptice a později v roce 1935 i k nově osamostatněné obci Podkozí.
Byl oživen stavební ruch a podnikání. Po roce 1924 jsou v obci dvě hospody, dva obchody, kovářství, trafika, později i truhlářská dílna a řeznictví. V roce 1930 je registrováno již 11 živností. Dva z místních rolníků hospodařili na více než 30 ha půdy. Největším statkem zůstává Rymáň s rozlohou po pozemkové reformě 94,6 ha půdy.

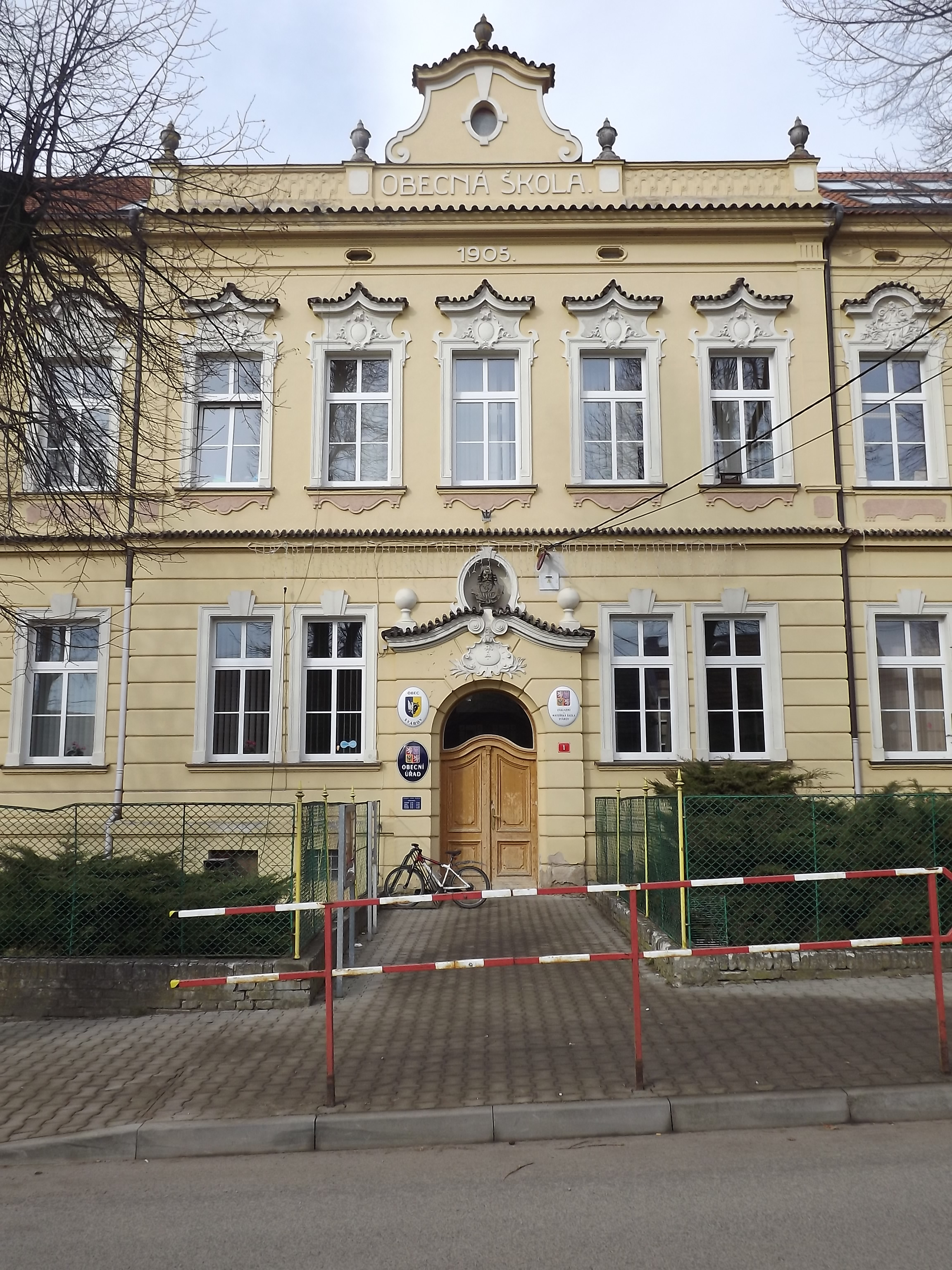
Svárovská škola

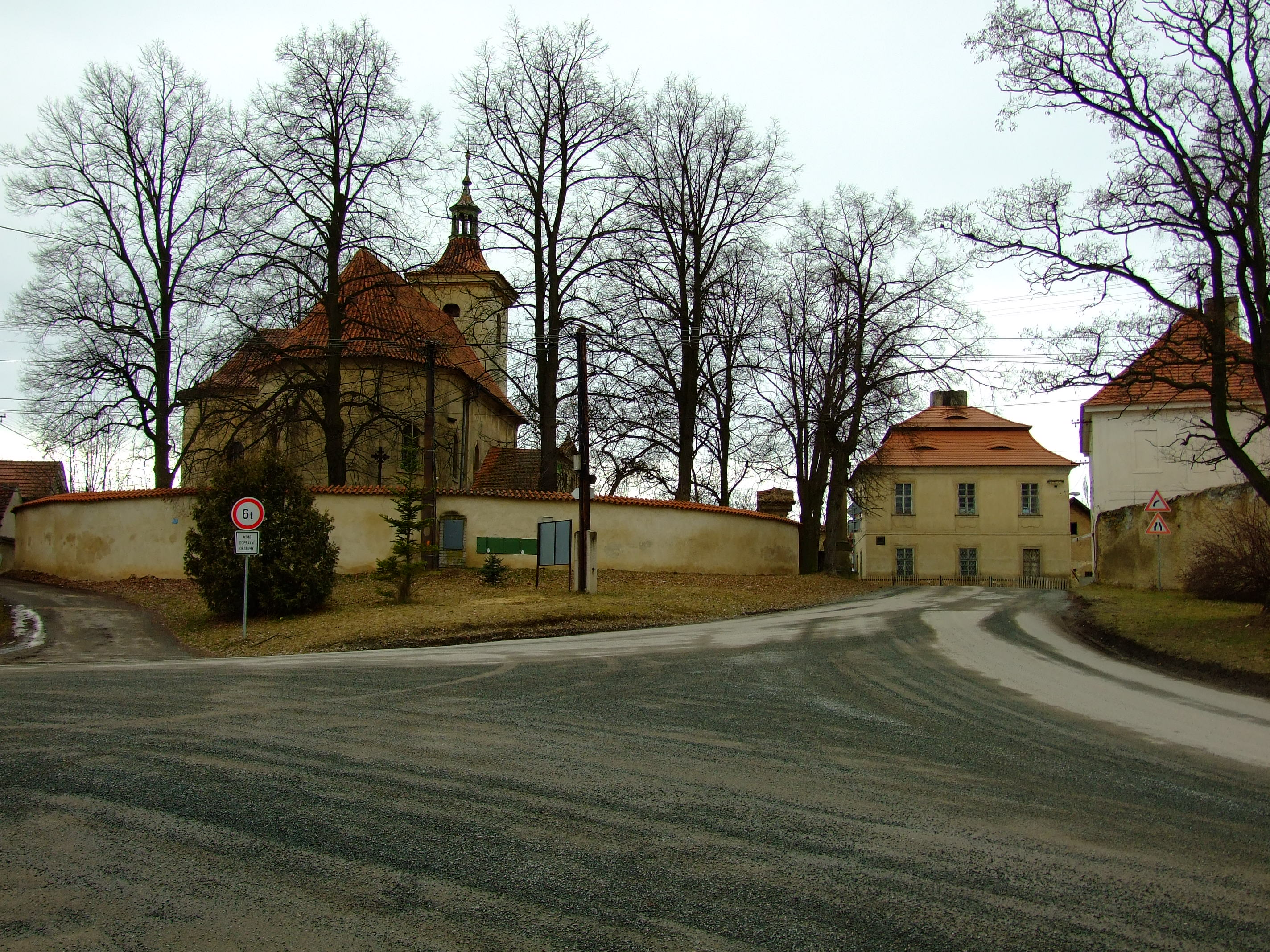
Svárovský kostel, fara a sloup s křížem

Místní škola byla vždy vzorně vedena, takže v roce 1926 získala zvláštní uznání Zemské školní rady. V roce 1931 byla škola vybavena rozhlasovým přístrojem. Místní učitelé organizovali kulturní a osvětovou činnost (přednášky, výlety, divadelní představení). Do školní budovy byla umístěna obecní knihovna, v tomto období hojně užívaná. Počet svazků neustále rostl. V roce 1936 čítal již 627 výtisků.
Převratnou událostí v životě obce byla elektrifikace. V roce 1927 obecní zastupitelstvo rozhodlo o zavedení elektřiny. Již o hájecké pouti v září roku 1930 poprvé svítila část domů. V roce 1927 byla zahájena autobusová doprava soukromou linkou Kladno-Beroun. V následujícím roce pak byla zavedena státní linka do Prahy přes Sobín a v roce 1930 linka Kladno-Praha přes Hořelice. Jednalo se však o přechodné řešení. V roce 1932 jezdil pouze školní autobus Kladno-Úhonice. V roce 1928 byly na katastrálním území obce Svárov postaveny první rekreační chaty.
Poslední svárovský farář František Cikánek, kterého mnozí ještě pamatují, odešel na odpočinek roku 1937. Po jeho odchodu zůstala svárovská fara prázdná. Farnost byla spravována z Unhoště, dále pak františkány z Hájku. V roce 1941 je jmenován zdejším farářem PhDr. Karel Brabec. Po jeho zatčení roku 1950 byla fara spravována z Úhonic, Unhoště a v současnosti úhonickým farářem Janem Moulíkem.
Počet domů a obyvatel ve Svárově ani v tomto století příliš nevzrostl. V roce 1921 měl Svárov 45(47) domů, v roce 1930 jich bylo 52 a maxima dosáhl kolem roku 1950, kdy tu stálo 71 domů. Počet obyvatel v tomto údobí však klesal. Maxima bylo dosaženo již v roce 1910, kdy ve Svárově bylo napočteno 343 obyvatel. V roce 1921 tu však žilo 312 obyvatel, roku 1930 už jen 270. Přípravy obyvatelstva na válečný konflikt byly v obci organizovány v rámci civilní ochrany již od roku 1937. Mobilizace v září roku 1938 se účastnilo 16 svárovských mužů. Od října téhož roku do obce přicházeli běženci ze Sudet. Obec pro ně organizovala pomoc, byli ubytováni v domech svárovských obyvatel. Později pro ně byly postaveny dva dvojdomky na obecním pozemku při silnici k Pticím. Zástupci okupačních úřadů se v obci objevili v březnu 1939. Obec dostala německé jméno Swarau. Z obecní knihovny bylo zabaveno a ihned spáleno 40 knih. Byla zavedena veškerá opatření platná v Protektorátu Čechy a Morava. Na nucené práce do Německa byli nasazeni 3 muži, z nichž tam jeden zahynul.
V sousedství obce „Za Průhonem“ byla zřízena cílová plocha pro cvičné letecké střelby. Bomby a kulometné střely přelétávaly nízko nad obcí. Jedno ze cvičných letadel se zřítilo do lesa blízko obce. V lese v okolí Svárova byl v roce 1942 zatčen jeden z lidických mužů. V roce 1944 dopadla na okraj obce zatoulaná bomba při spojeneckém bombardování Prahy. Na jaře roku 1945 přijely do Svárova povozy s německými uprchlíky z východní části Říše, kteří utíkali před Rudou armádou. Byli to většinou ženy, děti a staří muži. S nimi přijeli i francouzští zajatci. V lesích na Kačáku se objevily oddíly Vlasovců. Osvobození předznamenal slavnostně ozdobený vlak Kladensko-nučická dráha, který projel již 5. května 1945 ráno. Dne 8. května projížděly obcí od Prahy kolony německých aut. První vojáci Rudé armády přijeli do obce 10. května 1945. Jeden z vojáků zahynul na silnici směrem do Podkozí 11. května. Tam byl pochován a jeho hrob je po mnoho let udržován.

#### Po druhé světové válce
Krátce po válce byly ustanoveny národní výbory v čele s předsedou. Prvním předsedou národního výboru obce Svárov byl zvolen Josef Husák. Počet občanů se dále zmenšoval. V rámci osidlování pohraničí se odstěhovalo 5 rodin. V roce 1950 tu žilo jen 252 obyvatel. V roce 1958 234 osob. Později nastal přece jen mírný nárůst; v roce 1961 tu žilo 260 lidí, v roce 1970 v 61 domech 274 obyvatel. V době sloučení v roce 1976 měl Svárov 65 domů a mimo to ještě 29 chat v blízkém okolí.

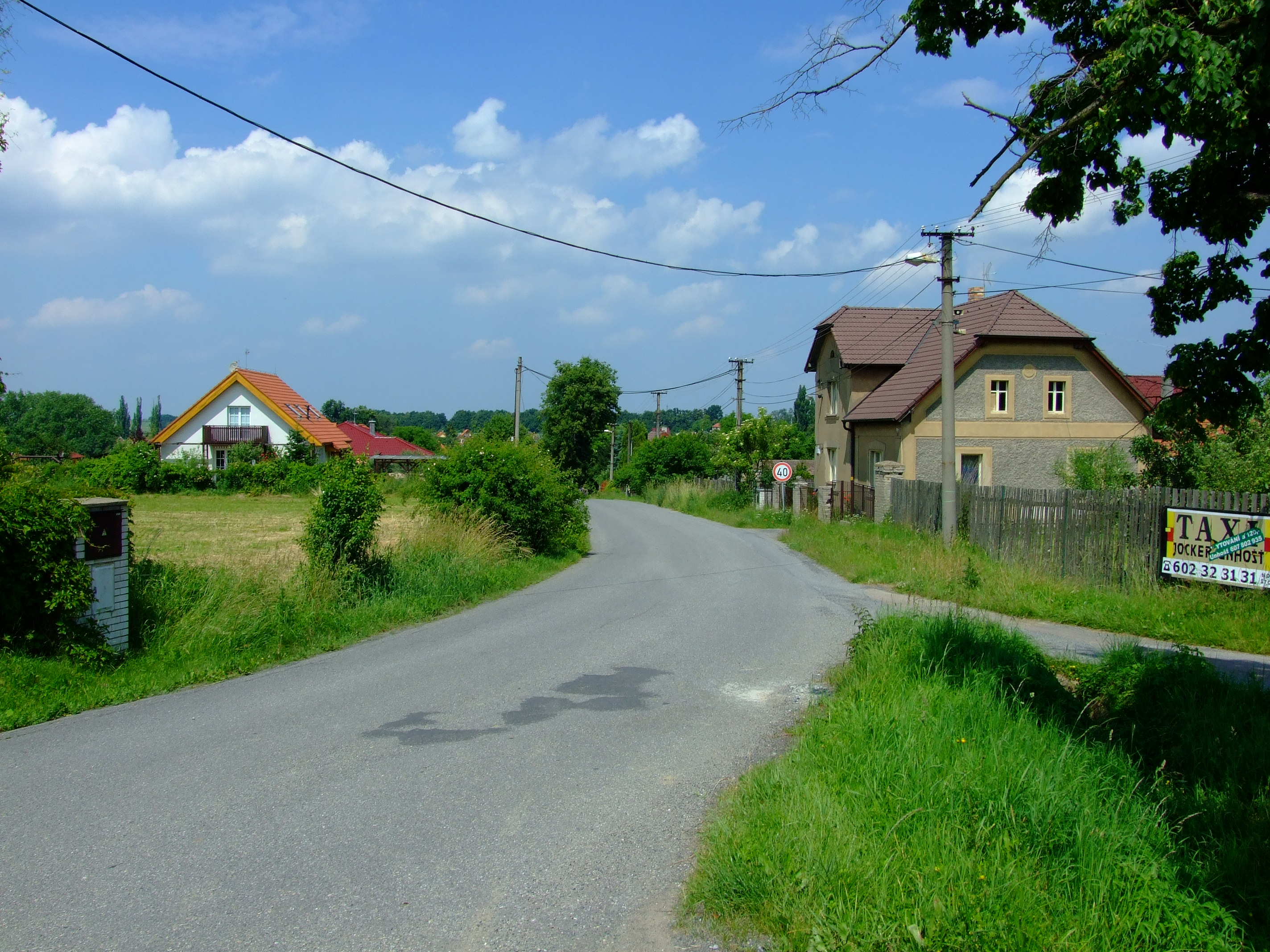
Starší svárovské domy

V roce 1948 byla provedena přestavba domku čp. 21 na úřadovnu MNV a byla zde zařízena také družstevní prádelna. S výpomocí občanů byla zavedena telefonní linka ze Svárova do Unhoště. Roku 1949 byla postavena družstevní prodejna. V roce 1950 byl zaveden ve škole „útulek“ pro předškolní děti. Místní JZD vzniklo v roce 1950. V této době mělo 30 členů a 80 ha půdy. Prvním předsedou byl Václav Raboch. V roce 1952 byl dokončen kravín přestavbou z farské stodoly. V následujících letech pak byl dokončen vepřín a drůbežárna. V letech 1957–1959 byla přestavěna hospoda U Tonů na kulturní dům se sálem, sociálním zařízením a bytem. Po roce 1960 zde byla kancelář MNV. V roce 1959 byl rozšířen a později v roce 1961 byl zmodernizován místní rozhlas. Po roce 1957 se začala projevovat hospodářská krize JZD a vyústila jeho zrušením v roce 1962. Ještě v roce 1961 byl postaven nový kravín. Všechna aktiva bývalého družstva byla převedena pod správu Státního statku Buštěhrad. Významnou modernizací prošla i škola. V roce 1960 bylo vybudováno ústřední topení, byly položeny parkety ve třídách, opravila se střecha a bylo obnoveno vybavení školy. V roce 1961 byl do školy zaveden vodovod. V tomtéž roce se zlepšila průjezdnost obcí po rozšíření a vyasfaltování silnic. Byl postaven chodník ze středu obce ke škole a v této části obce byla zřízena i kanalizace.
V roce 1962 byla postavena nová zděná čekárna na zastávce autobusu. V tomto roce bylo rozšířeno autobusové spojení o linku Kladno – Praha. Doposud obcí projížděly jen dělnické autobusy do Kladna. Nová čekárna s přilehlým nástupním chodníkem byla postavena o kus dál v roce 1978. Velkou akcí bylo taktéž bagrování rybníka v letech 1961–1962. V roce 1963 byla zahájena stavba dětského hřiště pod školou. Nová prodejna Jednoty byla vybudována v roce 1966 v usedlosti po rodině Vokněrových. Za účasti občanů z Červeného Újezda byla vybudována vodárna a zavedena voda na místní hřbitov. V roce 1976 byla obec připojena k městu Unhošť jako osada. V obci začal působit občanský výbor, jehož prvním předsedou byl Petr Fuchs. Na základě rozhodnutí občanů byl Svárov v roce 1992 oddělen jako samostatná obec. Prvním starostou byla zvolena Ing. Jitka Zetková. Po roce 1990 se začal Svárov dále rozrůstat. V roce 1997 byla zahájena stavba vodovodu. Ke 3. červenci 2006 zde žilo 338 obyvatel.

#### Nejnovější historie
V roce 1999 měl Svárov 217 obyvatel a 74 domů. Od tohoto roku byla zavedena autobusová integrovaná doprava z Prahy do Unhoště, která vede přes obec. Na konci roku byla provedena plynofikace v obci. Začal urbanistický rozvoj obce. Nejvíce za obcí na místě které je souběžné s komunikací vedoucí ze Svárova do Ptic. V roce 2002 proběhla stavba čističky odpadních vod a kanalizace díky dotaci od Evropského fondu pro rozvoj obcí Phare. Dotace byla poskytnuta na základě přihlédnutí ke geografickému postavení obce ve významné přírodní lokalitě povodí Kačáku. Ke 3. červenci 2006 zde žilo 338 obyvatel.

### Územněsprávní začlenění
Dějiny územněsprávního začleňování zahrnují období od roku 1850 do současnosti. V chronologickém přehledu je uvedena územně administrativní příslušnost obce v roce, kdy ke změně došlo:
- 1850 země česká, kraj Praha, politický okres Smíchov, soudní okres Unhošť[7]
- 1855 země česká, kraj Praha, soudní okres Unhošť[7]
- 1868 země česká, politický okres Smíchov, soudní okres Unhošť[7]
- 1893 země česká, politický okres Kladno, soudní okres Unhošť[8]
- 1939 země česká, Oberlandrat Kladno, politický okres Kladno, soudní okres Unhošť[9]
- 1942 země česká, Oberlandrat Praha, politický okres Kladno, soudní okres Unhošť[10]
- 1945 země česká, správní okres Kladno, soudní okres Unhošť[11]
- 1949 Pražský kraj, okres Kladno[12]
- 1960 Středočeský kraj, okres Kladno[13]

### Rok 1932
V obci Svárov (přísl. Rymáň, 256 obyvatel) byly v roce 1932 evidovány tyto živnosti a obchody: 2 hostince, kovář, pokrývač, řezník, 2 obchody se smíšeným zbožím, trafika, truhlář, státní velkostatek.

## Pamětihodnosti
- Kostel sv. Lukáše ze druhé poloviny 13. století s dochovanými náhrobníky Žďárských ze Žďáru, ohrazeným hřbitovem a márnicí
- Barokní sloupek ze 17. století u kostela
- Barokní fara
- Krucifix u školy
- Čp. 7
- Svárovská lípa (již na katastru sousední obce Ptice), 30 metrů vysoká lípa malolistá na kraji lesa 1,5 km jjz. od Svárova

## Rymáň

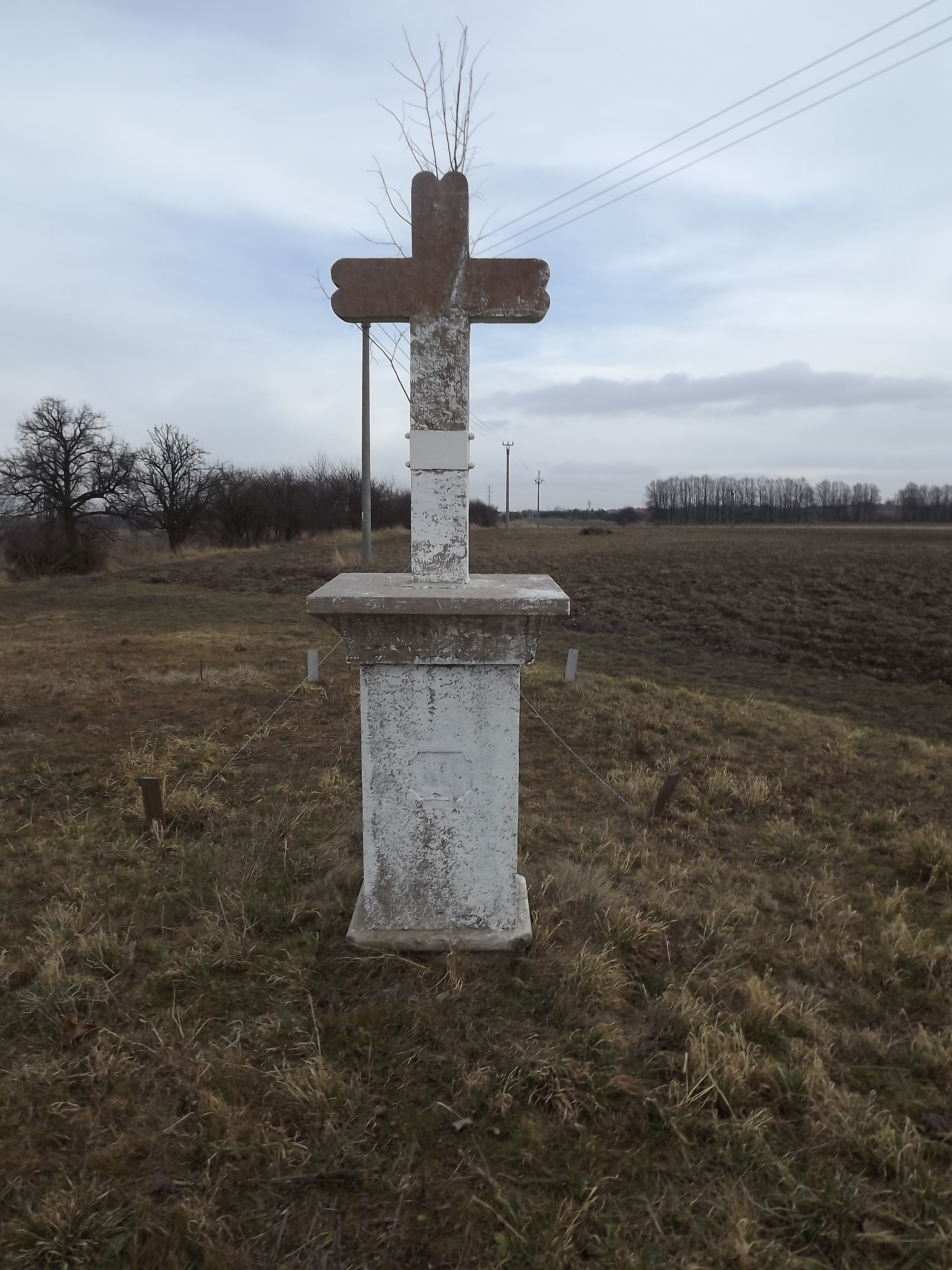
kříž nad Rymání

Rymáň – osada příslušející ke Svárovu: hospodářský dvůr a dva novější domy. Leží asi 2 km jihovýchodně od Unhoště při místní silnici do Svárova.
Byl tu nalezen poklad z doby bronzové, který patřil k milavečské kultuře. Obsahoval i dva meče. Dále potom nález z doby laténské.
Ve středověku tu byla ves, která za válečných dob v 15. století zpustla. Poprvé uváděna v roce 1525, kdy byla prodána se Svárovem k Červenému Újezdu – už jako pustá ves. V druhé polovině 16. století tu Jan Žďárský ze Žďáru obnovil poplužní dvůr a vystavěl v něm pivovar. Zároveň v Rymáni byly postaveny tři poddanské grunty. Za Třicetileté války osada se dvorem opět zpustly. Do roku 1622 bylo v Rymáni 6 rybníků. Poplužní dvůr byl začátkem 18. století obnoven hrabětem Bredou, osada však ne.

## Doprava
Katastrem obce prochází silnice III. třídy:
- III/10132 (Ptice – Svárov)
- III/10133 (spojka III/10132 a III/10134)
- III/10134 (Chyňava – Podkozí – Svárov -Červený Újezd – II/201)
- III/10136 (Svárov – Unhošť)
- III  307 ( Zličín - Unhošť )

Železniční trať ani stanice na území obce nejsou. Nejblíže obci je železniční stanice Unhošť ve vzdálenosti 5 km ležící na trati 120 z Prahy do Kladna a Rakovníka.
V roce 2011 obci zastavovaly autobusové linky Praha,Zličín – Unhošť (24 spojů tam i zpět) a Kladno – Unhošť – Rudná (4 spoje tam i zpět) (dopravce ČSAD MHD Kladno, a.s.).